# My Dad's a Soccer Mom
My Dad's a Soccer Mom is een Amerikaanse komische televisiefilm uit 2014 geregisseerd door Randall Stevens. De film ging op 21 juni 2014 in première.

## Verhaal
De film volgt Marion Casey, een professioneel voetbalspeler die langzaam aan het einde van zijn carrière begint te komen. Als Marion zijn contract eindigt en andere teams zich niet haasten om hem te tekenen zit hij nood gedwongen thuis. Ondertussen ziet zijn vrouw Holly, die jarenlang thuisblijfmoeder is geweest voor hun dochter Lacy, dit als een kans om haar carrière ambities als interieurontwerper na te streven.
Als huisvader ontdekt Marion dat zijn dochter talent heeft voor voetbal; hij meldt zijn dochter aan bij een voetbalclub en begint zijn nieuwe leven als voetbalvader. Hierbij ontdekt hij de lastige kant van het ouderschap en tegelijk de vreugde van zijn nieuwe relatie met zijn dochter.

## Rolverdeling
| acteur                  | personage         |
| ----------------------- | ----------------- |
| Lester Speight          | Marion Casey      |
| Skai Jackson            | Lacy Casey        |
| Wendy Raquel Robinson   | Holly Casey       |
| Tracey Gold             | Lori Brookstone   |
| Jeff Rose               | Monty Mulligan    |
| Adin Steckler           | Kylie Mitchell    |
| Tara Lombardo           | Harriett Mitchell |
| Ashley LeConte Campbell | Miss Trudy        |
| Jason Giuliano          | Cal Jefferson     |
| Novi Brown              | Tori              |
| Kyla Deaver             | Abby Brookstone   |
| Dawn Halfkenny          | Sherri            |
| Terrell Owens           | Petey Robinson    |
| L. Warren Young         | Jack Laramie      |
| Brian Lafontaine        | coach Washinton   |
| Gary Ray Moore          | verslaggever      |

## Achtergrond
De komediefilm werd geregisseerd door Randall Stevens en geproduceerd door David Eubanks, Keith Neal en Eric Tomosunas. Het scenario van de film werd geschreven door Rhonda Baraka. Hoofdrollen in de film waren weggelegd voor onder anderen Lester Speight, Skai Jackson en Tracey Gold.
My Dad's a Soccer Mom beleefde op 21 juni 2014 zijn televisiepremière.